# 中華經濟研究院
財團法人中華經濟研究院，簡稱中經院，是臺灣從事經濟研究與評估的智庫，1981年7月1日成立。主要目的為研究、規劃、評估臺灣經濟發展及未來之方向需求，提供予政府作為中長期施政目標。
雖然為獨立財團法人，但根據《中華經濟研究院設置條例》，中經院收支預算及決算由董事會審查核定並報主管機關，行政院應將預算送立法院、決算送監察院，故具有半官方機構性質。

## 沿革

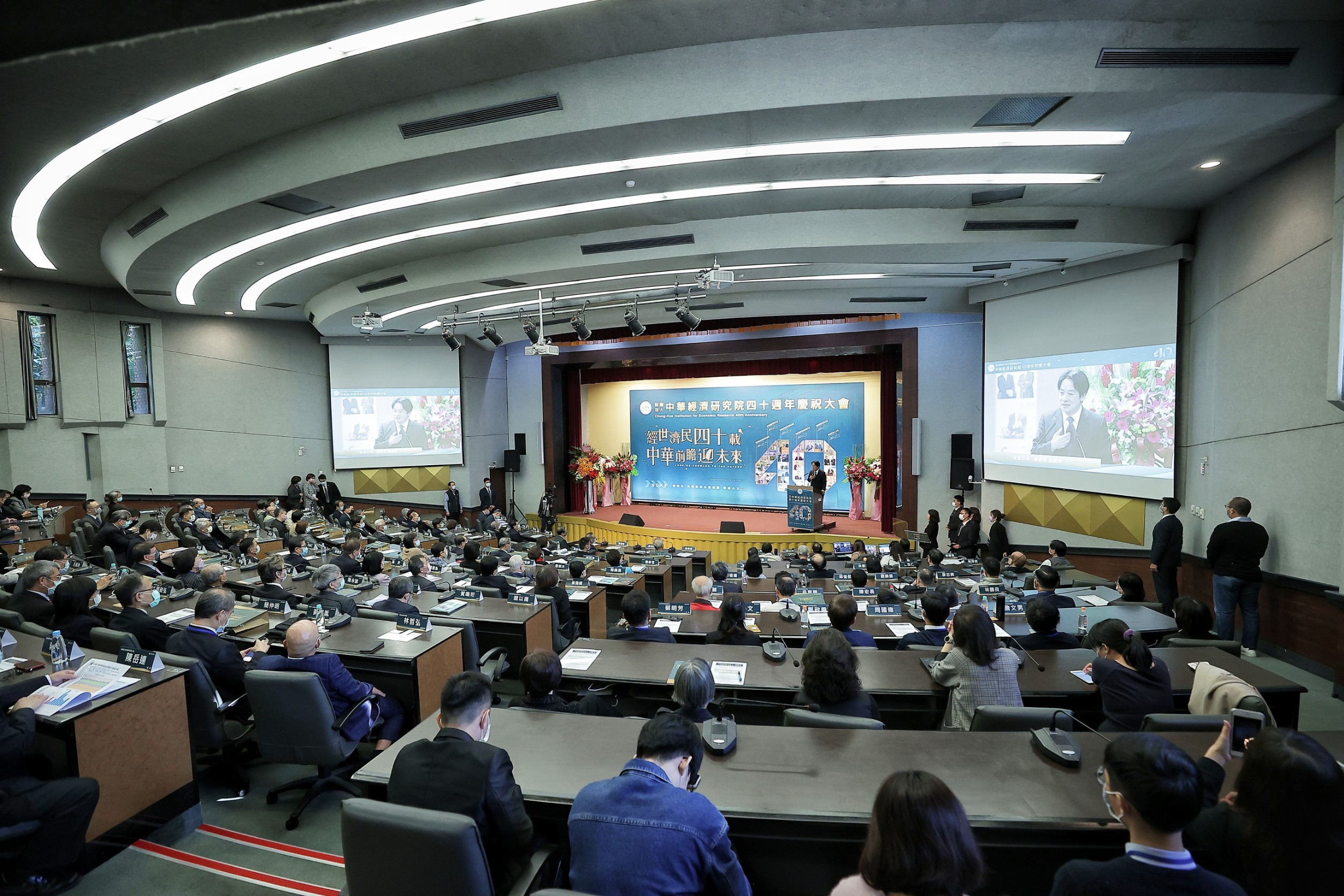
中華經濟研究院40週年院慶

1979年中華民國與美國斷交，為確保國家經濟穩定發展與成長，建議由政府及工商界捐助成立獨立研究機構提出政策建言。後由行政院指示行政院經濟建設委員會策劃設立經濟研究機構，定名為「中華經濟研究院」。中華經濟研究院創立基金為新臺幣十億元，由中央政府及中美經濟社會發展基金分年共捐助九億元，其餘一億元由民間捐助。
1980年2月1日，行政院經濟建設委員會聘蔣碩傑先生為中華經濟研究院籌備處處長、于宗先先生為副處長。商借第一商業銀行座落臺北市長安東路一段59號房舍為籌備處辦公地；同年12月改為租用臺北市光復南路35號8樓辦公。
1981年7月10日，中華經濟研究院第一屆第二次常務董事會議決議，定1981年7月1日為正式成立日期。1984年7月初，台北市長興街75號經濟研究館建成，中華經濟研究院於21日遷入。

## 組織架構
現任董事長為東吳大學商學院講座教授曹添旺，院長為國立政治大學財政學系連賢明教授。當前組織包括：

### 研究單位

#### 第一研究所
第一研究所從事中國大陸經濟研究，為除國立政治大學國際關係研究中心外另一進行中國大陸的機構。當時台灣禁止陳設及閱讀大陸出版品，需透過香港及第三地區專門訂閱機構搜集大陸出版品，為1980年代台灣最完備大陸出版品機構搜集的機構。大陸刊物閱覽室與政大國關中心相同，外人需要申請並經批准後才可進入。1980年代初時大陸仍未改革開放，主要經濟政策仍然採用計劃經濟，並不重視市場機制。中華經濟研究院第一研究所對大陸經濟統計數據的掌握及瞭解，勝於當時大陸一般政府及研究機構。首任所長為旅美經濟學家及紅學專家趙岡教授。

#### 第二研究所
第二研究所主軸為國際經濟研究，對全球貿易、區域整合、國際經貿發展及主要經濟體工業生產做全面調查及追蹤，首任所長為旅美經濟學家侯繼明教授。

#### 第三研究所
第三研究所主軸以臺灣經濟研究為主，分析臺灣經濟現象、經濟問題，探討重要經濟政策，並提供建議。首任所長為于宗先副院長兼任。

#### 其他單位
- 經濟展望中心：辦理經濟模型、經濟預測之研究。
- WTO及RTA中心：辦理WTO及區域經濟整合（RTA）事務及議題之研究、宣傳、人才培訓及資料庫建置。
- 財經策略中心：因應知識經濟時代之需要，舉辦一系列終身學習課程與學術研討會。
- 區域發展研究中心：進行區域經濟整合趨勢及FTA相關議題之研究。
- 綠色經濟研究中心：進行綠色貿易與綠色經濟、能源、環保等相關議題之研究。
- 台灣東南亞國家協會研究中心：辦理東協事務之研究、廣宣、研討會及智庫交流等活動。
- 日本中心：推動台日政經、科技、學術、產業交流與合作促進業務，並進行相關議題研究，下設東京事務所辦公室。
- 南部院區：協助南部經濟與產業轉型，強化經濟在地鏈結議題研究。
- 能源與環境研究中心：採任務編組，研究能源與環境之經濟議題。
- 科技政策評估研究中心：採任務編組，進行科技發展與科技政策評估。
- 中小企業研究中心：採任務編組，進行中小企業相關經濟與法規調適議題之研析。
- 經濟法制研究中心：採任務編組，辦理與經濟、國際貿易法制及經貿自由化相關法制革新之研究。

### 行政單位
- 秘書處：掌理秘書、議事、會計、人事、文書、事務、資產、營繕及出納等有關行政管理事宜。
- 圖書室：包含張麗門紀念圖書館及WTO中心圖書館（經濟部國際貿易署委託管理）兩個單位，掌理專業性圖書資料刊物之採購、保管、編目、借閱、交換等事宜。
- 資料處理室：掌理研究資料之統計分析、院屬資料庫開發等有關事宜。
- 出版社：掌理出版品之編印、保管、發售、交換及贈與等事宜。
- 稽核室：掌理稽核制度之建立與維護，稽核業務之規劃、推動、執行、追蹤及考核。

## 任務
- 一、擔任國家永續發展與經濟產業政策的擘劃
- 二、成為重大經濟與產業政策議題的導航者與預警
- 三、提供產業發展策略的知識與分析，協助產業發展
- 四、成為國內外重要經濟領域知識之交流平台，引領政策思潮
- 五、與國內外各重要大學經濟、產業、公共政策等科系合作，培養政策分析與評估的專業人才

## 出版物
- 專書
  - 全球經濟展望專書
  - 當前經濟問題分析
- 期刊及電子期刊
  - 臺灣經濟預測
  - 臺灣重要經濟變動指標
  - 經濟前瞻雙月刊
  - 東亞經貿投資研究季刊
  - Economic Outlook（經濟前瞻英文版）
  - Newsletter
  - Working Paper Series
- 研討論文系列
- 研究計畫
- 時論及政策廣場
- 資料庫
  - PMI資料庫
  - 人力運用調查資料庫
  - 中華經濟研究院出版品資料庫
  - 中華經濟研究院時論資料庫
  - 中華經濟研究院財經政策資料庫
  - 中華經濟研究院貿易及政策資料庫
  - 全球產業前瞻情報資料庫
  - 兩岸金融資訊中心資料庫
  - 東協及南亞國家發展與科研創新指標資料庫
  - 能源資料庫
  - 國際經濟指標資料庫

## 外部連結
- 官方网站
- 財團法人臺灣經濟科技發展研究院 （页面存档备份，存于）